# Francis S. White
Francis Shelley White, född 13 mars 1847 i Noxubee County, Mississippi, död 1 augusti 1922 i Birmingham, Alabama, var en amerikansk demokratisk politiker. Han representerade delstaten Alabama i USA:s senat 1914-1915.
White deltog i amerikanska inbördeskriget i Amerikas konfedererade staters armé. Han studerade juridik och inledde 1869 sin karriär som advokat i Mississippi. Han flyttade 1886 till Birmingham, Alabama.
Senator Joseph F. Johnston avled 1913 i ämbetet. White valdes i maj 1914 till att efterträda Johnson i senaten. Han kandiderade inte omval och han efterträddes 1915 av Oscar Underwood.
Whites grav finns på Elmwood Cemetery i Birmingham.